# 7331 Balindblad
7331 Balindblad è un asteroide della fascia principale del diametro medio di circa 24,49 km. Scoperto nel 1985, presenta un'orbita caratterizzata da un semiasse maggiore pari a 3,1843452 UA e da un'eccentricità di 0,0359658, inclinata di 22,35127° rispetto all'eclittica.